# Stenomacrus minutissimus
Stenomacrus minutissimus är en stekelart som först beskrevs av Zetterstedt 1838.  Stenomacrus minutissimus ingår i släktet Stenomacrus och familjen brokparasitsteklar. Arten är reproducerande i Sverige. Inga underarter finns listade i Catalogue of Life.